# Донати, Джулио
Джу́лио Дона́ти (итал. Giulio Donati; 5 февраля 1990, Пьетрасанта) — итальянский футболист, правый защитник.

## Карьера

### Клубная
Донати начинал карьеру в «Луккезе». В июле 2008 года он стал игроком миланского «Интернационале», где сначала играл за молодёжную команду. В начале сезона 2009/10 он был вызван в первую команду на три товарищеских матча. 26 декабря 2009 года Донати дебютировал за команду в кубковом матче против «Ливорно» (1:0).
25 июня 2010 года он был отдан в аренду «Лечче». 25 августа того же года он дебютировал Серии B в матче против «Сампдории». Следующие два сезона он провёл в арендах в «Падове» и «Гроссето».
21 июня 2013 года Донати перешёл в леверкузенский «Байер», подписав контракт до 2017 года.
В 2016 году защитник подписывает контракт с клубом «Майнц 05».

### Национальная
17 ноября 2010 года Донати дебютировал за молодёжную сборную Италии в товарищеском матче против сборной Турции. Он вошёл в список 23 футболистов сборной на молодёжный чемпионат Европы, где провёл все 5 матчей и выиграл серебряные медали.